# Greve in Chianti
Greve in Chianti est une commune d'environ 12 700 habitants située dans la ville métropolitaine de Florence, dans la région de la Toscane, en Italie.

## Géographie
Greve in Chianti tire son nom de la rivière Greve et de la région du Chianti (depuis  1932, après la délimitation  de l'appellation moderne du vin de Chianti). Elle est située au point de rencontre des voies de communication entre le Valdarno, le Val de Greve et Florence, qui mènent aux Crete senesi à travers les collines vinicoles du Chianti.

## Histoire
Malgré sa dépendance au château de Montefioralle, elle devint dès le Moyen Âge, le principal marché commercial de la région, par sa situation dans les vignobles du Chianti, et placée sur l'unique voie, la  via Chiantigiana, entre Florence et Sienne.

## Économie
Greve in Chianti est une ville touristique par excellence. Entre autres, ses magasins proposent des produits typiquement toscans sous les arcades de la place triangulaire Matteotti, sur laquelle le marché a lieu le samedi matin.
Le coq noir Gallo Nero est l'emblème de la ville pour les vignobles du district du Chianti (il figure souvent sur les bouteilles).

## Culture et monuments

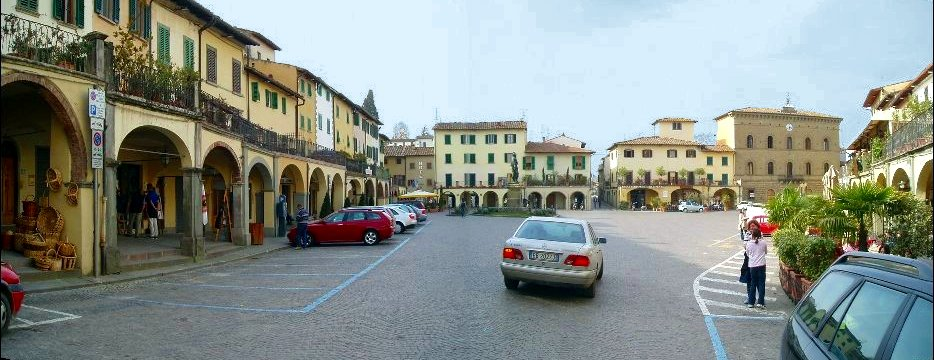
Place Matteotti, la place du marché

- la propositura Santa Croce édifiée en 1833 par l'architecte Luigi de Cambray Digny, sur l'emplacement d'un ancien oratoire, au sommet de la place triangulaire. De style classique de la Restauration, on trouve à l'intérieur des  fresques du  Trecento : la Vierge à l'Enfant, de l'oratoire précédent, le triptyque de la Madone et les saints de Bicci di Lorenzo, une Annonciation de l'école florentine du XIVe siècle, des crucifix de bois du Trecento et un ciboire attribué à Santi Buglioni.
- le  Museo di San Francesco : bas-relief en marbre du Quattrocento de San Francesco e la Madonna col Bambino, de Nanni di Bartolo ; dan l'oratoire une  terracotta polychrome de la Deposizione attribuée à Santi Buglioni ; une Anunciazione du Trecento de Jacopo Vignali et d'autres tableaux du Seicento.
- Le Château de Mugnana
- Le Château de Sezzate
- Le Château d'Uzzano
- le Château de Verrazzano, à 2 km du centre-ville.
- Le Château de Vicchiomaggio devenu villa avec son jardin à l'italienne, puis domaine de production viticole.

- la pieve di San Leolino à Panzano, frazione de Greve in Chianti :
Deux tabernacles en terracotta invetriata de Giovanni della Robbia ; un tableau de Meliore di Jacopo, la Madonna tra i santi Pietro e Paolo ; un triptyque de Mariotto di Nardo, la Madonna in trono col Bambino, angeli e santi ; un triptyque de la Madonna e i santi Caterina, Pietro e Paolo du Maestro di Panzano ;  une fresque de il Battesimo di Gesù attribué à Raffaellino del Garbo.

## Administration
| Période                                  | Période  | Identité    | Étiquette       | Qualité |
| ---------------------------------------- | -------- | ----------- | --------------- | ------- |
| 13 juin 2004                             | En cours | Marco Hagge | Centro-Sinistra |         |
| Les données manquantes sont à compléter. |          |             |                 |         |

## Hameaux
Strada in Chianti, Cintoia, Dudda, Lucolena, Montefioralle, Panzano in Chianti, San Polo in Chianti, Lamole, Passo dei Pecorai, Ferrone, Greti, Chiocchio, Poggio alla Croce
Le bourg médiéval de Montefioralle est classé parmi « les plus beaux bourgs d'Italie » (I borghi più belli d'Italia).

## Communes limitrophes
Bagno a Ripoli, Castellina in Chianti, Cavriglia, Figline Valdarno, Impruneta, Incisa in Val d'Arno, Radda in Chianti, Rignano sull'Arno, San Casciano in Val di Pesa, Tavarnelle Val di Pesa

## Personnalités

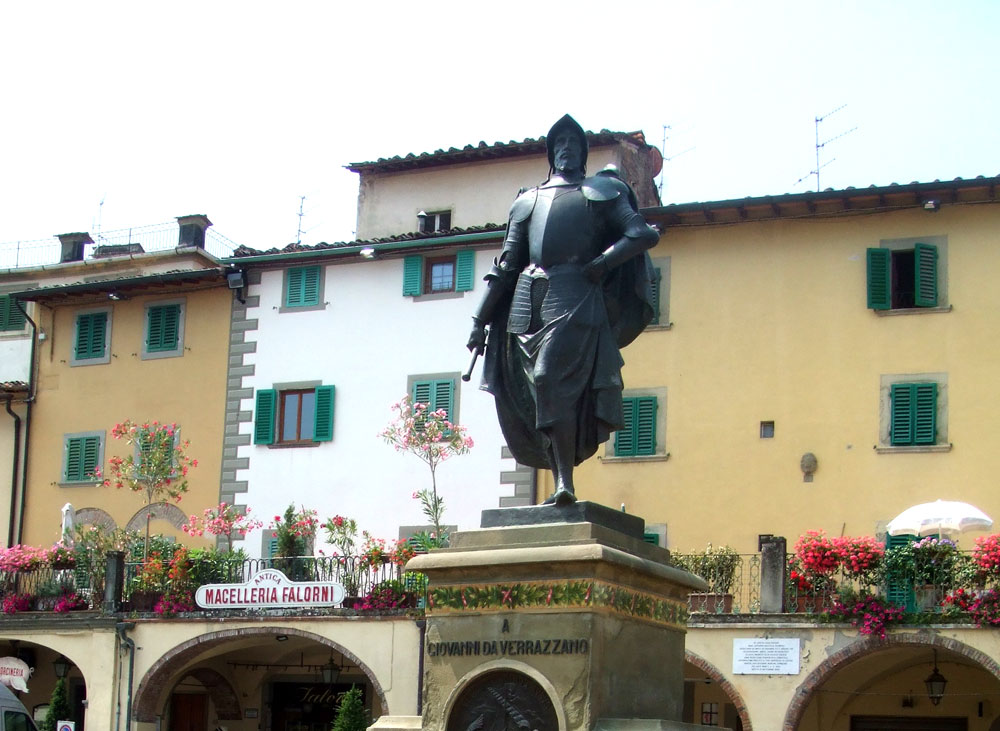
Statue de Verrazzano

- L'explorateur Giovanni da Verrazano, missionné par le roi de France François Ier, découvrit la baie de New York dont un des ponts  porte son nom. Sa statue est érigée sur la place Matteotti.
- Lisa Gherardini (Mona Lisa) y vécut.

## Jumelages
La ville de Greve in Chianti est jumelée avec :
- Greve (Danemark)
- Sonoma (États-Unis)
- Veitshöchheim (Allemagne)
- Farsia (ca) (Sahara occidental)
- Auxerre (France)
- Brtonigla (Croatie)
- Jesenice (Slovénie)

## Littérature
La ville de Greve in Chianti est le décor du roman L'Aube du second souffle d'Alexandre Baudry ; un roman historique qui conte le destin d'un jeune vigneron en pleine Seconde Guerre mondiale.